# Oskuldens tid (roman)
Oskuldens tid (engelska: The Age of Innocence), är en roman från 1920 av den amerikanske författaren Edith Wharton. Den översattes första gången till svenska 1988 av Irja Carlsson.

## Filmatiseringar
- 1924 – Oskuldens tid, i regi av Wesley Ruggles
- 1934 – Oskuldens tid, i regi av Philip Moeller
- 1993 – Oskuldens tid, i regi av Martin Scorsese